# Elecciones locales en Andes (Antioquia) de 2011
Las Elecciones locales en Andes de 2011, se llevaron a cabo el 30 de octubre de 2011 en el municipio de Andes (Antioquia), donde fueron elegidos los siguientes cargos para un periodo de cuatro años contados a partir del 1° de enero de 2012:
- Alcalde de Andes
- Gobernador de Antioquia.
- 13 miembros del Concejo municipal de Andes.
- 26 Diputados de la Asamblea de Antioquia.

## Antecedentes
En 2007, el exconcejal y excandidato a la Alcaldía, Horacio Gallón Arango, es elegido Alcalde de Andes con el apoyo de diversos sectores políticos Andinos y el aval del partido político Alas Equipo Colombia, del reconocido político antioqueño Luis Alfredo Ramos. A partir de 2009, el movimiento Alas Equipo Colombia se desintegra, y los integrantes de la colectividad en el Departamento de Antioquia ingresan al Partido Conservador, liderado en Andes por el Alcalde Gallón. La unión de este equipo político, con las vertientes de la ASI, Partido Verde y Polo Democrático Alternativo, les permitió consolidarse como la principal fuerza política de cara a las Elecciones regionales de Colombia de 2011.
Por su parte, el Representante a la cámara Juan Felipe Lemos, encabeza el otrora Sector Democrático del senador Mario Uribe Escobar, hoy reunido en el Partido de la U y que con el apoyo del cuestionado PIN, que logró reunir fuerzas opositoras al alcalde Horacio Gallón Arango más otras que lo acompañaron cuatro años antes en su fallida campaña a la alcaldía de Andes, buscó recuperar la primera magistratura Andina.

## Candidatos a la Alcaldía
Para suceder al alcalde Horacio Gallón Arango, se presentaron, finalmente, cuatro (4) candidaturas:

### Partido Conservador
Elkin Jaramillo Jaramillo 
Abogado, especialista en gobierno y desarrollo local, gerencia y marketing político, Cooperación Descentralizada y Acción Exterior del Gobierno Local. Durante 17 años se desempeñó como asesor legal de entidades como las alcaldías municipales de Andes, Jericó, Fredonia, Amagá y Betania, además de otras entidades entre las que se encuentran MASORA, Federación Colombiana de Municipios, Banco Agrario de Colombia y el Hospital San Rafael. Alrededor de él se han hecho coaliciones con otros partidos como Partido Cambio Radical y el Partido Liberal cuyo candidato era el exalcalde Julio Humberto Arboleda Mejía, además del Polo Democrático, Alianza Social Independiente, Partido Verde, AICO.

### Partido de la U
John Jairo Mejía Aramburo
Ingeniero Civil de la Universidad Nacional, fue secretario de Planeación e infraestructura física del Municipio. Recibió el respaldo del Partido de Integración Nacional.

### MIO
Javier Araque Acevedo 
Administrador en Salud y Magíster en Salud Pública de la Universidad de Antioquia, posee una vasta experiencia en el campo de la salud y se desempeñó como director Local de salud de Andes del 2008 al 2011.

### Movimiento Afrovides
Carlos Mario Gutiérrez Mejía
Reconocido Caficultor y Líder Político del Movimiento, presentó una campaña independiente y de renovación política.

### Candidaturas declinadas
- Julio Arboleda Mejía, avalado por el Partido Liberal y con el respaldo del Partido Cambio Radical, declinó en favor de la candidatura Conservadora de Elkin Jaramillo Jaramillo.

## Candidatos al Concejo Municipal
Para el Concejo Municipal de Andes, se eligen 13 concejales, quienes representan a los votantes tanto del centro urbano como los 7 corregimientos de Andes. Los siguientes partidos presentaron listas para esta corporación, para un total de 115 candidatos:
|  | 27,14 % |

|  | 22,37 % |

|  | 9,25 % |

|  | 8,78 % |

|  | 7,00 % |

|  | 6,54 % |

|  | 6,20 % |

|  | 5,42 % |

|  | 4,90 % |

## Resultados Asamblea Departamental en Andes
|  | 32,49 % |

|  | 30,24 % |

|  | 10,89 % |

|  | 4,45 % |

|  | 4,40 % |

|  | 3,12 % |

|  | 5,42 % |

|  | 0,70 % |

|  | 0,16 % |